# Jul (raper)
Julien François Alain Mari (Marsella, França, 14 de gener de 1990) més conegut artísticament com a Jul, és un raper i cantant francès del dotzè districte de la ciutat de Marsella.
Publicà el seu primer senzill, Sort le cross volé, el novembre de 2013 seguit el febrer de 2014 d'un àlbum sencer, Dans ma paranoïa, el primer d'una sèrie prolífica: dos àlbums complets a l'any des de l'inici de la seva carrera, tots certificats com a mínim amb disc de platí.
El 2015, Jul va deixar el segell de la Liga One Industry després de desavinences financeres i va fundar el seu propi segell independent, D'or et de platine. L'any següent, va rebre el premi al millor àlbum de música urbana a la 32a cerimònia Victoires de la Musique per l'àlbum My World.

## Primers anys
Jul procedeix de la urbanització Louis-Loucheur, al barri marsellès de Saint-Jean-du-Désert. Va començar a rapejar als 12 anys. Dels 14 als 16 anys, va assistir a La Commanderie, el centre de formació de l'Olympique de Marseille.
Als 17 anys, va ser expulsat de la seva escola on feia un BEP (certificat de formació professional) en vendes després de tres mesos de classes i va començar a fer una sèrie de treballs esporàdics i després a treballar amb el seu pare a la construcció de piscines. El primer sou li va servir per comprar un micròfon i una targeta de so, i quan va entrar a l'institut se li va proporcionar un ordinador. Va passar un any treballant a les obres abans de deixar-ho, "traumatitzat", i dedicar-se a la música a temps complet.
Aleshores va començar a produir cançons sota el nom de "Juliano 135", copiant instrumentals d'altres artistes i cantant sobre elles. Per això, el segell marsellès Lliga One Industry s'hi va fixar ràpidament. Adoptant el pseudònim de "Jul", es va unir al grup Ghetto Phénomène amb Veazy, Houari, Friz i Bil-K, mentre seguia produint cançons en solitari.

## Carrera musical

### La Machine(2020)
Pocs dies després d'una campanya de recollida de diners per a hospitals relacionats amb la Covid-19, el 26 de març, va llançar un tema inèdit titulat Sousou, el seu primer títol de l'any 2020. El 29 d'abril, al seu compte d'Instagram, va anunciar el nom i la data de llançament del seu proper àlbum La Machine, que està previst per a la seva publicació el 19 de juny. El 9 de maig, presenta el videoclip Fait D'or, segon single (després de Sousou) del seu proper àlbum. El 13 de maig, va anunciar que La Machine seria un àlbum doble. El 26 de maig, presenta la llista de cançons de l'àlbum, seguit del clip de Folie le lendemain, títol inspirat en la cançó Nuit de folie. El 19 de juny, va llançar l'àlbum La Machine i el clip Italia a YouTube, que va aconseguir més de 9 milions de visualitzacions en una setmana. Una setmana després del seu llançament, l'àlbum ha venut 42.246 còpies. El 29 de juny, l'àlbum va ser certificat d'or, deu dies després del seu llançament. L'àlbum esdevé platí a principis d'agost. Cal destacar la participació del raper hospitalenc Morad en una de les cançons del disc.

## Discografia

### Àlbums d'estudi[25]
- 2014: Dans ma paranoïa
- 2014: Je trouve pas le sommeil
- 2015: Je tourne en rond
- 2015: My World
- 2016: Émotions
- 2016: L'Ovni
- 2017: Je ne me vois pas briller
- 2017: La Tête dans les nuages
- 2018: Inspi d'ailleurs
- 2018: La Zone en personne
- 2019: Rien 100 Rien
- 2019: C'est pas des LOL
- 2020: La Machine
- 2020: Loin du monde
- 2021: Demain ça ira
- 2021: Indépendance
- 2022: Extraterrestre
- 2022: Cœur blanc